# فأس

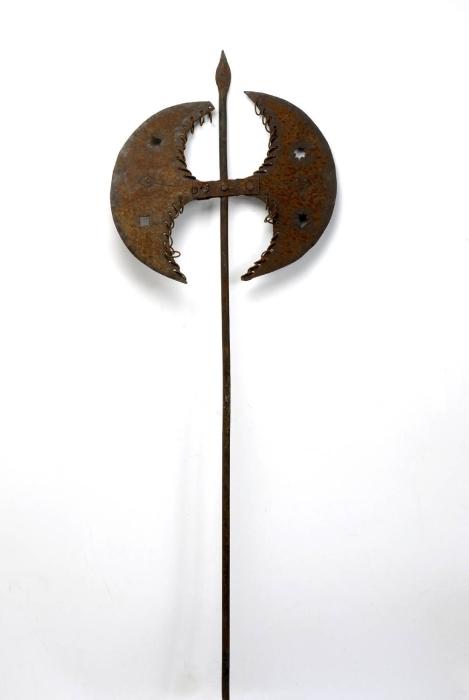
فأس مغربي قديم

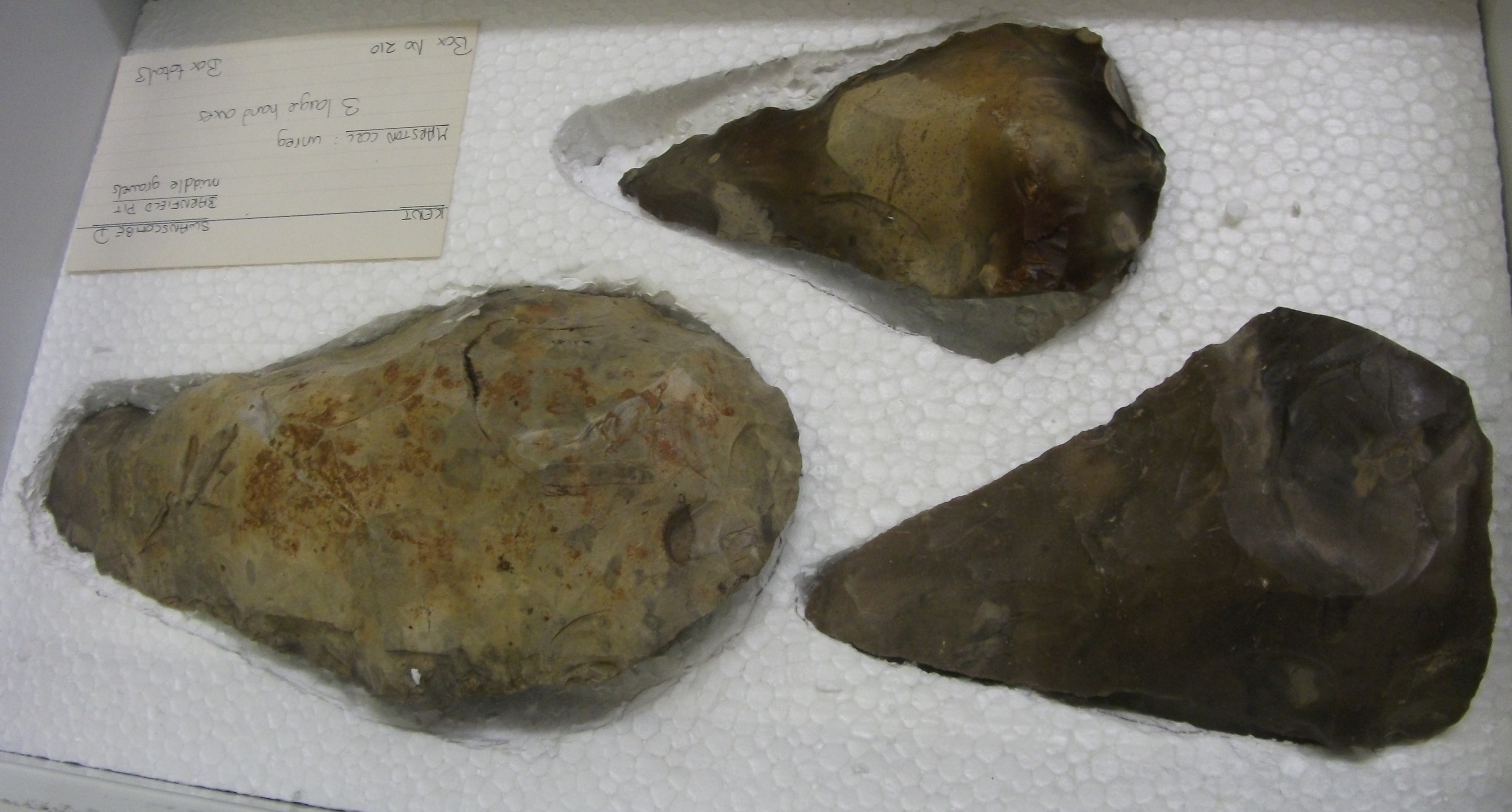
فؤوس يدوية قديمة اكتشفت في سوانسكومب يقدر عمرها بمئتي أو ثلاث مائة ألف سنة.

الفأس أو معول (الجمع: أفْؤُس، فُؤُوس) هي آلة ذات يد خشبية وسن عريضة من الحديد، تُستعمل للحفر والعزق والقطع، تستخدم للتحطيب وتقطيع أغصان الأشجار، قديمًا استخدمت الفأس سلاحًا في الحروب واشتهر باستخدامه الفايكنغ وغيرهم. ويستخدم في الزراعة التقليدية والأشغال اليديوية الأخرى عدة أنواع من الفؤوس في حفر وقلب التربة لتهيئتها للزراعة، شق قنوات الري، قطع الأغصان، إلخ.

## وصلات خارجية
- U.S. Forest Service Ax Manual